# Jack Pani
Jacques „Jack” Pani (ur. 21 maja 1946 w Troyes) – francuski lekkoatleta, skoczek w dal.
Wystąpił w skoku w dal na pierwszych europejskich igrzyskach halowych w 1966 w Dortmundzie, ale odpadł w kwalifikacjach. Zajął 11. miejsce w tej konkurencji na mistrzostwach Europy w 1966 w Budapeszcie oraz 6. miejsce w finale Pucharu Europy w 1967 w Kijowie. Na europejskich igrzyskach halowych w 1968 w Madrycie zajął 5. miejsce.
Był siódmy w finale skoku w dal na igrzyskach olimpijskich w 1968 w Meksyku. Na mistrzostwach Europy w 1969 w Atenach również zajął 7. miejsce. Zwyciężył w finale Pucharu Europy w 1970 w Sztokholmie. Odpadł w kwalifikacjach na mistrzostwach Europy w 1971 w Helsinkach.
Zwyciężył w skoku w dal na igrzyskach śródziemnomorskich w 1971 w Izmirze. Na halowych mistrzostwach Europy w 1972 w Grenoble zajął 6. miejsce.
Był mistrzem Francji w skoku w dal w latach 1967–1969 i 1971 oraz brązowym medalistą w tej konkurencji w 1966.
24 czerwca 1967 w Colombes jako pierwszy Francuz skoczył powyżej 8 metrów osiągając odległość 8,02 m. Później jeszcze trzykrotnie poprawiał rekord Francji w skoku w dal doprowadzając go do wyniku 8,16 m (22 czerwca 1969 w Pulversheim). Rekord Paniego poprawił dopiero Jacques Rousseau w 1976.
Jego żona Nicole Pani była znaną lekkoatletką, sprinterką.